# Gran Premio di Francia 1971
Il Gran Premio di Francia 1971, LVII Grand Prix de France e quinta gara del campionato di Formula 1 del 1971, si è svolto il 4 luglio sul Circuito di Le Castellet ed è stato vinto da Jackie Stewart su Tyrrell-Ford Cosworth.
Si tratta dell’ultima gara a cui prese parte il pilota messicano Pedro Rodríguez. Il pilota della BRM morirá tragicamente una settimana dopo durante una gara di vetture sport, sul circuito tedesco del Norisring.

## Qualifiche
| Pos | No | Pilota               | Costruttore      | Squadra                           | Tempo   | Gap   |
| --- | -- | -------------------- | ---------------- | --------------------------------- | ------- | ----- |
| 1   | 11 | Jackie Stewart       | Tyrrell-Ford     | Elf Team Tyrrell                  | 1:50.71 |       |
| 2   | 5  | Clay Regazzoni       | Ferrari          | Scuderia Ferrari SpA SEFAC        | 1:51.53 | +0.82 |
| 3   | 4  | Jacky Ickx           | Ferrari          | Scuderia Ferrari SpA SEFAC        | 1:51.88 | +1.17 |
| 4   | 7  | Graham Hill          | Brabham-Ford     | Motor Racing Developments Ltd     | 1:52.32 | +1.61 |
| 5   | 15 | Pedro Rodríguez      | BRM              | Yardley Team BRM                  | 1:52.46 | +1.75 |
| 6   | 14 | Jo Siffert           | BRM              | Yardley Team BRM                  | 1:52.50 | +1.79 |
| 7   | 12 | François Cevert      | Tyrrell-Ford     | Elf Team Tyrrell                  | 1:52.69 | +1.98 |
| 8   | 21 | Jean-Pierre Beltoise | Matra            | Equipe Matra Sports               | 1:52.92 | +2.21 |
| 9   | 20 | Chris Amon           | Matra            | Equipe Matra Sports               | 1:52.94 | +2.23 |
| 10  | 24 | Rolf Stommelen       | Surtees-Ford     | Auto Motor Und Sport Team Surtees | 1:53.10 | +2.39 |
| 11  | 9  | Denny Hulme          | McLaren-Ford     | Bruce McLaren Motor Racing        | 1:53.24 | +2.53 |
| 12  | 17 | Ronnie Peterson      | March-Alfa Romeo | STP March Racing Team             | 1:53.36 | +2.65 |
| 13  | 22 | John Surtees         | Surtees-Ford     | Brooke Bond Oxo Team Surtees      | 1:53.57 | +2.86 |
| 14  | 8  | Tim Schenken         | Brabham-Ford     | Motor Racing Developments Ltd     | 1:53.58 | +2.87 |
| 15  | 2  | Reine Wisell         | Lotus-Ford       | Gold Leaf Team Lotus              | 1:53.75 | +3.04 |
| 16  | 16 | Howden Ganley        | BRM              | Yardley Team BRM                  | 1:53.77 | +3.06 |
| 17  | 1  | Emerson Fittipaldi   | Lotus-Ford       | Gold Leaf Team Lotus              | 1:54.22 | +3.51 |
| 18  | 27 | Henri Pescarolo      | March-Ford       | Frank Williams Racing Cars        | 1:54.27 | +3.56 |
| 19  | 10 | Peter Gethin         | McLaren-Ford     | Bruce McLaren Motor Racing        | 1:54.90 | +4.19 |
| 20  | 33 | Nanni Galli          | March-Ford       | STP March Racing Team             | 1:55.52 | +4.81 |
| 21  | 19 | Andrea De Adamich    | March-Alfa Romeo | STP March Racing Team             | 1:56.17 | +5.46 |
| 22  | 18 | Alex Soler-Roig      | March-Ford       | STP March Racing Team             | 1:57.07 | +6.36 |
| 23  | 28 | Max Jean             | March-Ford       | Frank Williams Racing Cars        | 1:59.79 | +9.08 |
| 24  | 34 | François Mazet       | March-Ford       | Jo Siffert Automobiles            | 2:00.51 | +9.80 |

## Gara
| Pos | No | Pilota               | Costruttore      | Giri | Tempo/Ritiro        | Pos. Griglia | Punti |
| --- | -- | -------------------- | ---------------- | ---- | ------------------- | ------------ | ----- |
| 1   | 11 | Jackie Stewart       | Tyrrell-Ford     | 55   | 1:46:42.3           | 1            | 9     |
| 2   | 12 | François Cevert      | Tyrrell-Ford     | 55   | + 28.12             | 7            | 6     |
| 3   | 1  | Emerson Fittipaldi   | Lotus-Ford       | 55   | + 34.07             | 17           | 4     |
| 4   | 14 | Jo Siffert           | BRM              | 55   | + 37.17             | 6            | 3     |
| 5   | 20 | Chris Amon           | Matra            | 55   | + 41.08             | 9            | 2     |
| 6   | 2  | Reine Wisell         | Lotus-Ford       | 55   | + 1:16.02           | 15           | 1     |
| 7   | 21 | Jean-Pierre Beltoise | Matra            | 55   | + 1:16.93           | 8            |       |
| 8   | 22 | John Surtees         | Surtees-Ford     | 55   | + 1:24.91           | 13           |       |
| 9   | 10 | Peter Gethin         | McLaren-Ford     | 54   | + 1 Giro            | 19           |       |
| 10  | 16 | Howden Ganley        | BRM              | 54   | + 1 Giro            | 16           |       |
| 11  | 24 | Rolf Stommelen       | Surtees-Ford     | 53   | + 2 Giri            | 10           |       |
| 12  | 8  | Tim Schenken         | Brabham-Ford     | 50   | Pressione dell'olio | 14           |       |
| 13  | 34 | François Mazet       | March-Ford       | 50   | + 5 Giri            | 24           |       |
| NC  | 28 | Max Jean             | March-Ford       | 46   | Non classificato    | 23           |       |
| Rit | 27 | Henri Pescarolo      | March-Ford       | 45   | Cambio              | 18           |       |
| Rit | 7  | Graham Hill          | Brabham-Ford     | 34   | Condotta dell'olio  | 4            |       |
| Rit | 19 | Andrea De Adamich    | March-Alfa Romeo | 31   | Motore              | 21           |       |
| Rit | 15 | Pedro Rodríguez      | BRM              | 27   | Accensione          | 5            |       |
| Rit | 5  | Clay Regazzoni       | Ferrari          | 20   | Incidente           | 2            |       |
| Rit | 17 | Ronnie Peterson      | March-Alfa Romeo | 19   | Motore              | 12           |       |
| Rit | 9  | Denny Hulme          | McLaren-Ford     | 16   | Accensione          | 11           |       |
| Rit | 4  | Jacky Ickx           | Ferrari          | 4    | Motore              | 3            |       |
| Rit | 18 | Alex Soler-Roig      | March-Ford       | 4    | Pompa della benzina | 22           |       |
| DNS | 33 | Nanni Galli          | March-Ford       | 0    | Non Partito         | 20           |       |

## Statistiche
Piloti
- 15ª vittoria per Jackie Stewart
- 1° podio per François Cevert
- 1° e unico Gran Premio per Max Jean e François Mazet
- Ultimo Gran Premio per Pedro Rodríguez

Costruttori
- 3ª vittoria per la Tyrrell
- 70° podio per la Lotus
- 50º Gran Premio per la McLaren

Motori
- 37° vittoria per il motore Ford Cosworth

Giri al comando
- Jackie Stewart (1-55)

## Classifiche

### Piloti
| Pos. | Pilota               | Punti |
| ---- | -------------------- | ----- |
| 1    | Jackie Stewart       | 33    |
| 2    | Jacky Ickx           | 19    |
| 3    | Mario Andretti       | 9     |
| 4    | Pedro Rodríguez      | 9     |
| 5    | Ronnie Peterson      | 9     |
| 6    | Clay Regazzoni       | 8     |
| 7    | Chris Amon           | 8     |
| 8    | François Cevert      | 6     |
| 9    | Denny Hulme          | 6     |
| 10   | Emerson Fittipaldi   | 6     |
| 11   | Reine Wisell         | 4     |
| 12   | Jo Siffert           | 4     |
| 13   | John Surtees         | 2     |
| 14   | Jean-Pierre Beltoise | 1     |
| 15   | Rolf Stommelen       | 1     |

### Costruttori
| Pos. | Team         | Punti |
| ---- | ------------ | ----- |
| 1    | Tyrrell-Ford | 33    |
| 2    | Ferrari      | 28    |
| 3    | BRM          | 12    |
| 4    | March-Ford   | 9     |
| 5    | Lotus-Ford   | 9     |
| 6    | Matra        | 8     |
| 7    | McLaren-Ford | 6     |
| 8    | Surtees-Ford | 3     |